# Ladoga asamaensis
Ladoga asamaensis är en fjärilsart som beskrevs av Watari 1936. Ladoga asamaensis ingår i släktet Ladoga och familjen praktfjärilar. Inga underarter finns listade i Catalogue of Life.